# Aleksandr Zalikin
Aleksandr Tarasowicz Zalikin (ros. Александр Тарасович Заликин, ur. 1893 w Sierpuchowie, zm. 1953) – I sekretarz Baszkirskiego Komitetu Obwodowego WKP(b) (1938-1939).
Od 1912 członek SDPRR(b), 1914-1918 służył w rosyjskiej flocie, 1918-1919 był instruktorem ds. organizacji lokalnej władzy w Jelizawetgradzie (obecnie Kropywnycki), a 1920-1921 żołnierzem Armii Czerwonej. 1921-1924 studiował na Moskiewskim Uniwersytecie Państwowym, 1924-1926 sekretarz odpowiedzialny biura zagranicznych komórek RKP(b)/WKP(b), 1926-1927 słuchacz kursów marksizmu-leninizmu przy KC WKP(b), 1927-1930 kierownik grupy propagandzistów KC WKP(b) w Samarze i Kemerowie. Od 1930 pomocnik kierownika Wydziału Kultury i Propagandy Leninizmu KC WKP(b), do 1933 kierownik sektora Wydziału Kulturowo-Propagandowego KC WKP(b), 1933-1934 zastępca szefa Zarządu Politycznego Ludowego Komisariatu Sowchozów Zbożowych i Hodowlanych ZSRR, od 10 lutego 1934 członek Komisji Kontroli Partyjnej przy KC WKP(b), 1934-1936 zastępca kierownika Grupy Rolniczej Komisji Kontroli Partyjnej przy KC WKP(b). Od 1936 do października 1937 pełnomocnik Komisji Kontroli Partyjnej przy KC WKP(b) na obwód czelabiński, od 6 października 1937 do 12 czerwca 1937 p.o. I sekretarza, a od 17 czerwca 1938 do stycznia 1939 I sekretarz Baszkirskiego Komitetu Obwodowego, od 25 lipca 1938 do 1939 przewodniczący Rady Najwyższej Baszkirskiej ASRR. 1939-1940 szeg Gławswinowoda Ludowego Komisariatu Przemysłu Mięsnego i Mleczarskiego ZSRR, od 1940 dyrektor sowchozu "Piatiletka" w obwodzie moskiewskim, do 1942 zarządca Swinowodtrestu w Moskwie.